# Azumir Veríssimo
Azumir Luis Casimiro Veríssimo, meist nur Azumir genannt (* 7. Juni 1935 in Rio de Janeiro; † 2. Dezember 2012 ebenda), war ein brasilianischer Fußballspieler. Er machte vor allem als portugiesischer Torschützenkönig von 1962 auf sich aufmerksam.

## Leben
In Rio de Janeiro spielte er von 1958 bis 1961 beim Madureira AC, dem heutigen Madureira EC. Im Januar 1961 wurde er für ein internationales Turnier an CR Vasco da Gama ausgeliehen. Diversen Listen zufolge soll er auch bei Bangu AC, Flamengo Rio de Janeiro, Botafogo FR und dem Fluminense Rio de Janeiro gespielt haben, was aber mit tatsächlichen Fakten unvereinbar ist.
1961 wechselte er nach Portugal zum FC Porto. Dort schlug er hervorragend ein und wurde bereits in seiner ersten Saison unter dem ungarischen Trainer György „Jorge“ Orth und nach dessen Ableben in der Mitte der Saison unter dem Argentinier Francisco Reboredo, Vizemeister hinter Sporting Lissabon, aber noch vor dem Sieger im Europapokal der Landesmeister Benfica Lissabon. Er selbst trug dazu mit 23 Toren in 20 Spielen bei, was ihm in jener Saison zur Ehre des Torschützenkönigs gereichte. In der darauffolgenden Saison wurde er erneut Vizemeister, diesmal hinter Benfica. Seine 17 Tore in 19 Spielen waren auch beachtlich. In der Saison 1963/64 kam er nur noch zu fünf Einsätzen mit drei Toren. Zu seinen bekannteren Mitstreitern beim FC Porto gehörten die Nationalspieler Virgílio Marques und Hernâni Ferreira da Silva.
Zur folgenden Saison wechselte er in die zweite Liga zum SC Covilhã, mit dem er einen Mittelplatz erreichte. 1965 zog er zu FC Barreirense weiter und spielte damit wieder erstklassig. In 17 Spielen kam er nur zu einem Treffer, der Verein stieg als Letzter ab. Er blieb noch eine Saison und konnte den unmittelbaren Wiederaufstieg feiern.
Er selbst, mittlerweile 32 Jahre alt, schloss sich aber zur Saison 1967/68 dem Drittligisten CD Beja an. Im weiteren Verlauf seiner Karriere beendete er diese beim FC Tirsense aus Santo Tirso im Norden Portugals, der in jenen Jahren zwischen erster und zweiter Spielklasse lavierte.
Azumir ließ sich später wieder in Rio de Janeiro nieder, wo er am 2. Dezember 2012 nach längerer Krankheit verstarb.